# FIFO (industrieel)
Dit overzicht is mogelijk incompleet; u kunt helpen door het uit te breiden.
FIFO staat voor fly-in fly-out. Het acroniem wordt gebruikt in de Australische grondstoffensector. Werknemers van mijn-, olie- en gasbedrijven worden naar afgelegen plaatsen gevlogen om er een bepaalde periode te werken waarna ze weer voor een aantal weken naar huis worden gevlogen.

## Voor- en nadelen
Het systeem kent een aantal voor- en nadelen:
Voor de werknemers is het voordelig omdat er een flinke financiële vergoeding tegenover staat. Het nadeel voor hen is dat hun gezinnen hen lange perioden moeten missen. Een bijkomend nadeel is dat men veel opeenvolgende en lange werkdagen kent.
De lokale gemeenschappen kennen minder economische groei dan wanneer men de werknemers er permanent zouden vestigen. FIFO zorgt voor duurdere tijdelijke verblijven wat nadelig is voor het toerisme.